# Propagacja (metrologia)
Propagacja – w metrologii może też znaczyć przenoszenie się błędu w obliczeniach. Jeżeli liczby są obarczone niedokładnością pomiaru, to błąd ten propaguje się na każdą wyliczoną z nich wartość. Błąd przenosi się na nie w zależności od formuły użytej do ich obliczania.